# Sam Hutchinson
Samuel Edward "Sam" Hutchinson (Slough, Anglaterra, 3 d'agost del 1989) és un futbolista professional anglès que juga al SBV Vitesse cedit pel Chelsea FC com a central o lateral dret. Es va veure obligat a retirar-se del futbol professional a l'edat dels 21 anys després de patir una recaiguda d'una lesió de genoll persistent que no es recuperaria prou per a les exigències físiques d'una carrera professional als 21 anys. Al desembre del 2011 va tornar a signar un contracte com a futbolista amb l'equip londinenc.